# Фаленский, Фелициан
Фелициан Фаленский (пол. Felicjan Faleński) (5 июня 1825, Варшава — 11 октября 1910, там же) — польский драматург и поэт.

## Биография и творчество
Сын историка Юзефа Фаленского. Приятельствовал с Норвидом. Ему принадлежат драмы «Syn gwiazdy», «Athea», «Królowa», трилогия «Gród z siedmiu wzgórz», поэма «Pod Kanniami», сборник рассказов «Utwory powieściowe» (1884), «Z ponad mogił» (1870), «Odgłosy z gór» (1871), «Świstki Sylena» (1876), «Meandry» (1892), «Pieśni spóźnione» (1893) и др. В его переводах были изданы античные поэты (Гесиод, Гораций, Вергилий, Ювенал), Петрарка, Ариосто, Шекспир, Гейне, Мюссе, Гюго и др. Автор статей о творчестве Кохановского, Семп Шажинского, Э.По.
Оставил воспоминания (опубл. 1964).

### Поэтические сборники
- - Kwiaty i kolce (1856)
  - Wiersze wybrane (1861)
  - Z ponad mogił (1870)
  - Odgłosy z gór (1871)
  - Świstki Sylena (1876)
  - Meandry (1892)
  - Pieśni spóźnione (1893)

### Сборники прозы и драматургии
- - Postacie z latarni czarnoksięskiej (1865—1875)
  - Utwory powieściowe (1884)
  - Utwory dramatyczne (1896—1899, 3 tomy)
  - Tańce śmierci (fragmenty w 1899 — całość w 1964)

### Литературоведение
- - Edgar Allan Poe i jego nowele (1861)
  - O Janie Kochanowskim jako liryku (1864)
  - Treny Jana Kochanowskiego (1867)

### Переводы
- - Фр. Шопен Ференца Листа (1873)
  - Виндзорские насмешницы Шекспира (1875)
  - Песни Петрарки (1881)
  - Płonne zachcianki Ювеналa (1892)
  - Неистовый Роланд Ариосто (1901)
  - фрагменты Нового Завета (1902)
  - произведения Гесиода, Вергилия, Горация, Альфреда де Мюссе, Генриха Гейне, Витора Гюго и др.